# شون بن
شون جاستن بن (بالإنجليزية: Sean Justin Penn)؛ ممثل، وممثل صوتي، ومخرج أفلام، ومنتج أفلام، وكاتب سيناريو، وناشط سياسي أمريكي من مواليد 17 أغسطس 1960. فائز جائزة الأوسكار لأفضل ممثل 2004 عن فيلم نهر غامض، كما حصل علي نفس الدور على جائزة الغولدن غلوب 2004 كأفضل ممثل في فيلم درامي. شون بن معروف بأنه صاحب موقف وهاجم الحكومة الأمريكية عدة مرات.

## نشأته
ولد شون بن لأب روسي يهودي مخرج يُدعي ليو بن، وأمه كاثوليكية من أصل إيطالي وأيرلندي ممثلة تُدعي ايلين ريان، وكان من الطبيعي له أن يتصور حياته كممثل مستقبلي.
بدأ مسيرته الفنية في لوس أنجلوس، وكان ذلك في (بالإنجليزية: Group Repertory Theatre)، وكانت مسيرته حينها ستقتصر على المسرح والتلفزيون، حيث ظهر في عدة أعمال تلفزيونية. في سنة 1981، حصل على أول دور سينمائي له، وكان ذلك في فيلم تابس الذي كان أول فرصة لظهور الممثل توم كروز أيضاً، دون أن يتخلى عن المسرح. بعد هذا الفيلم، ظهر في عدة أفلام مثل الصقر ورجل الثلج للمخرج جون شليسنجر.
في سنة 1986، تزوج من المطربة مادونا، والتي شاركته بطولة الفيلم الكوميدي البوليسي مفاجأة شنغاهاي في نفس السنة، إلا أن الفيلم فشل وتعرض لانتقادات كثيرة، هذا الأمر لم يمنع اسمه من الظهور على ساحة هوليوود، إذ ظهر في فيلم من مسافة قريبة بعد ذلك، ثم ظهر في فيلم ألوان للمخرج دينيس هوبر.
بالإضافة لمسيرته كممثل، كانت لشون بن مسيرة إخراجية، بدأها عام 1991 بفيلم العداء الهندي، والذي كتب له السيناريو أيضا. أما فيلمه الثاني كمخرج، كان فيلم حارس عبور، والذي كان من بطولة الممثل الأسطورة جاك نيكلسون، والذي عمل مرة أخرى مع شون بن عام 2001 في فيلم الوعد، والذي شارك في المسابقة الرسمية لمهرجان كان. وبدأ شون بن شيئا فشيئا في الاختفاء من أمام الكاميرا، قبل أن يطلب منه المخرج الكبير كلينت إيستوود العمل معه كممثل في فيلم نهر غامض، وفيه قدم أحد أفضل أدواره، والذي فاز عنه بجائزة الأوسكار الأولى. كما ظهر في بعض الأفلام المستقلة مثل فيلم 21 غرام للمخرج المكسيكي أليخاندرو غونزاليز إيناريتو، وفيلم اغتيال ريتشارد نيكسون، والذي شكل فرصة قوية للمخرج نيلز مولر للظهور. في سنة 2005، شارك في فيلم المترجمة إلى جوار الممثلة نيكول كيدمان.
في عام 2007، عاد شون بن إلى خلف الكاميرا لإخراج فيلم إلى البرية، والذي شكل أول دور قوي للممثل الشاب إميل هيرش. عاد شون بن عام 2008 بقوة في فيلم ميلك الذي يؤدي فيه دور هارفي ميلك؛ الشخصية السياسية المثيرة للجدل بسبب نضالها لحقوق المثليين جنسيا.
يمتاز شون بن كممثل بقدرته على التغلغل في داخل الشخصيات التي يؤديها على اختلافاتها، فقد سبق له أن لعب دور جندي أمريكي يقوم باغتصاب فتاة في فيلم ضحايا الحرب. كما سبق له لعب دور محكوم عليه بالإعدام في فيلم الميت الذي يمشي. كما لعب أيضا دور معاق في فيلم أنا سام، والذي قدم فيه أيضا أحد أفضل أدواره، وترشح عنه للأوسكار.

## الترشيحات والجوائز

### الأوسكار
- أفضل ممثل رئيسى عام 1996 عن فيلم Dead Man Walking.
- أفضل ممثل رئيسى عام 2000 عن فيلم Sweet and Lowdown.
- أفضل ممثل رئيسى عام 2002 عن فيلم I Am Sam.
- أفضل ممثل رئيسى عام 2004 عن فيلم Mystic River، وفاز بها.
- أفضل ممثل رئيسى عام 2009 عن فيلم Milk، وفاز بها.

### الغولدن غلوب
- أفضل ممثل مساعد عام 1994 عن فيلم Carlito's Way.
- أفضل ممثل درامى عام 1996 عن فيلم Dead Man Walking.
- أفضل ممثل كوميدى أو استعراضى عام 2000 عن فيلم Sweet and Lowdown.
- أفضل ممثل درامى عام 2003 عن فيلم Mystic River، وفاز بها.
- أفضل ممثل درامى عام 2009 عن فيلم Milk، وفاز بها.

## وصلات خارجية
- شون بن على موقع IMDb (الإنجليزية)
- شون بن على موقع ميتاكريتيك (الإنجليزية)
- شون بن على موقع الموسوعة البريطانية (الإنجليزية)
- شون بن على موقع روتن توميتوز (الإنجليزية)
- شون بن على موقع مونزينجر (الألمانية)
- شون بن على موقع قاعدة بيانات الأفلام العربية
- شون بن على موقع ألو سيني (الفرنسية)
- شون بن على موقع ميوزك برينز (الإنجليزية)
- شون بن على موقع تيرنر كلاسيك موفيز (الإنجليزية)
- شون بن على موقع أول موفي (الإنجليزية)
- "في البرية"[وصلة مكسورة] معلومات عن فيلم إلى البرية الذي أخرجه شون بن - موقع بي بي سي العربية.